# 요크 대학교 (잉글랜드)
요크 대학교(영어: University of York, 또는 UoY)는 영국 잉글랜드 노스요크셔주 요크에 있는 공립 대학교이다.
2024년 기준 알퀸(Alcuin)대학, 앤 리스터(Anne Lister)대학, 콘스탄틴(Constantine)대학, 데이비드 카토(David Kato)대학, 더웬트(Derwent)대학, 구드릭(Goodricke)대학, 할리팍스(Halifax)대학, 제임스(James)대학, 랭위스(Langwith)대학,  반브러(Vanbrugh)대학, 웬트워스(Wentworth)대학의 11개 대학으로. 구성되며 30개 이상의 학과가 개설되어 있는 영국 북부의 대학교이다. 모든 학과에는 석사와 박사 과정이 마련되어 있다.
메인 캠퍼스는 요크 중심부에서 2.5km 떨어진 헤슬링턴에 위치하며 호수와 야생조류로 유명하다. 런던에서 기차로 약 두 시간 거리에 위치한 요크 시내의 킹스 매너 캠퍼스는 세인트메리수도원의 수도원장 사택이 있던 곳으로 헤슬링턴 캠퍼스와 5km 떨어져 있다. 또한 요크사이언스파크, 국립과학학습센터를 운영한다.
부속시설로는 도서관, 컴퓨터실, 각종 실험실, 특히 EXEC(Centre for Experimental Economics)로 알려진 유명한 실험경제학 연구소가 관련분야 유명교수에 의해 설립 되었다. 또한 면역·감염 연구센터, 암연구소, 복잡계분석센터, 구조생물학 연구센터, 18세기학 연구센터, 국방경제학 연구센터, 중세학 연구센터, 현대학 연구센터, 여성학 연구센터, 요크전자공학센터 등이 있다. 포르투갈 총리와 대통령을 역임한 아니발 카바쿠 실바(Aníbal Cavaco Silva), 한국의 전 국무총리 한승수(韓昇洙) 등이 수학했다.

## 역사
1617년 제임스 1세에게 처음으로 대학 설립을 청원한 후 300여 년 만에 1903년 F.J.먼비(F.J.Munby)와 요크셔 철학학회원들을 비롯한 사람들이 빅토리아 요크셔대학교 설립을 청원했다. 1963년 설립하였으며 같은 해 요크 중심지에 있는 유서 깊은 킹스 매너(King's Manor), 현재 대학 행정처가 있는 요크 가장자리의 헤슬링턴 홀(Heslington Hall)을 비롯한 3개 건물에서 200명의 학생으로 문을 열었다. 1년 후 헤슬링턴 캠퍼스에 대학 건물들이 들어서기 시작하였다.